# Якушевич Руслан Олександрович
Русла́н Олекса́ндрович Якуше́вич (нар. 23 вересня 1992, Носівка, Чернігівська обл. — пом. 22 вересня 2023, в районі міста Мар'їнка, Донецької області) — український воїн, старший солдат, старший стрілець, загинув на російсько-українській війні. Нагороджений орденом «За мужність» (посмертно).

## Життєпис
Руслан Якушевич народився і виріс в м. Носівка, Чернігівська обл. Навчався у колишній школі № 5. Повну загальну освіту здобув в Носівській ЗОШ № 1. Далі продовжив навчання в ліцеї залізничного транспорту. Професійне життя пов'язав зі службою охорони.
Був мобілізований у червні 2023 року. Спочатку він проходив навчання в одному з військових центрів, потім проходив навчання в Угорщині під керівництвом турецьких і угорських військових,[джерело?] після чого отримав короткочасну відпустку.

22 вересня 2023 року під час виконання бойового завдання в ході ведення бойових дій в районі міста Мар'їнка, Донецької області, разом з турецькими військовослужбовцями[джерело?] загинув старший стрілець 4-го десантно-штурмового загону 1-го десантно-штурмового батальйону військової частини Руслан Якушевич. 
Похований на кладовищі по вул. Самокиша в Носівці.

## Родина
Родина: мама Любов Олександрівна, брат Володимир.

## Відзнаки
- Орден «За мужність» III ступеня (посмертно).[2]